# 1329

## Esdeveniments
Països Catalans
- 25 de març: Barcelona: s'Inicien les obres de Santa Maria del Mar.[1]

Resta del món
- Batalla de Pelecà entre els turcs otomans i l'Imperi Romà d'Orient, amb victòria turca.[2]
- Eduard III d'Anglaterra accepta els fets consumats i presta homenatge a Felip VI de França el 6 de juny pel seu ducat de Guiena en una cerimònia a Amiens.

## Naixements
Països Catalans
Resta del món

## Necrològiques
Països Catalans
Resta del món